# کنسرسیوم توسعه اعتماد مبین
کنسرسیوم اعتماد مبین، کنسرسیومی متشکل از سه شرکت «شرکت شهریار مهستان» و «شرکت سرمایه‌گذاری توسعه اعتماد» متعلق به بنیاد تعاون سپاه و «شرکت گسترش الکترونیک مبین ایران» متعلق به ستاد اجرایی فرمان امام است. این شرکت‌ها در استان‌های تهران و خراسان قرار دارند. در ۵ مهر سال ۱۳۸۸، این کنسرسیوم ۵۱ درصد از سهام شرکت مخابرات ایران را به ارزش ۷۸۰۰ میلیارد تومان خریداری کرد.
در آبان ماه سال ۹۷، بنیاد تعاون سپاه به صورت رسمی خروج خود را از سهامداری شرکت توسعه اعتماد مبین اعلام نمود. وزارت خزانه‌داری آمریکا در ۱۳ ژانویه ۲۰۲۱ این شرکت را در فهرست تحریم‌های خود قرار داد.

## تاریخچه
از سه شرکت تشکیل دهنده کنسرسیوم، «شرکت سرمایه‌گذاری توسعه اعتماد» در سال ۱۳۸۳ و دیگر شرکت‌ها در سال ۱۳۸۵ و ۱۳۸۶ تشکیل شدند.

### تحریم
در ۱۳ ژانویه ۲۰۲۱ وزارت خزانه‌داری آمریکا، «شرکت گسترش الکترونیک مبین ایران» را در لیست تحریم‌های خود قرار داد. در بیانیه وزارت خزانه‌داری آمریکا تاکید شده است که افراد و نهاد‌های تحریم شده به سرکوب سیستماتیک مخالفان، مصادره زمین و دارایی معترضان سیاسی، اقلیت‌های مذهبی و تبعیدی‌ها متهم شده‌اند.

## خرید سهام مخابرات
در شهریور ۱۳۸۸ و در آخرین روز مهلت ارسال درخواست برای خرید بلوک مدیریتی مخابرات ایران، خبر درخواست کنسرسیوم اعتماد مبین منتشر شد. در ابتدا کنسرسیوم و «شرکت پیشگامان کویر یزد» باید برای خرید این سهام با یکدیگر رقابت می‌کردند ولی پس از دو بار تأخیر در واگذاری سهام مخابرات در تاریخ ۱۸ و ۲۵ شهریور ماه، در ۲ مهر سه روز قبل از سومین تلاش برای فروش سهام مخابرات، «شرکت سرمایه‌گذاری مهر اقتصاد ایرانیان» وابسته به نیروی مقاومت بسیج از حضور خود در این واگذاری خبر داد. در روز عرضه سهام «شرکت پیشگامان کویر یزد» از رقابت کنار گذاشته شد. در ابتدا رئیس سازمان خصوصی‌سازی ایران خبر انصراف «شرکت پیشگامان کویر یزد» را داد ولی معاون او اعلام کرد که این شرکت هم انصراف داده و هم ردصلاحیت شده‌است. «شرکت پیشگامان کویر یزد» انصراف خود را رد کرد در نهایت علت رد صلاحیت این شرکت، نداشتن اهلیت امنیتی عنوان شد. ۴۵ روز پس از آنکه کنسرسیوم توانست ۵۱ درصد سهام مخابرات را خریداری کند و در آخرین مهلت قانونی، کنسرسیوم ۲۰ درصد از میزان خرید را پرداخت کرد.
لازم است ذکر شود که مدیرعامل شرکت ایران مبین در مدّت زمان کوتاهی پس از مزایده مذکور و خرید بلوک ۵۰ درصد به‌علاوه ۱ (۱+۵۰٪) سهم شرکت ملّی مخابرات ایران، به همراه همسرش در منزل مسکونی خود بر اثر خفگی ناشی از اشباع شدن فضای خانه از دود و گازهای آلاینده در شرایطی که در خواب شبانگاهی بودند دار فانی را وداع گفت. در گزارش تیم ویژه بررسی عامل مرگ این دو نفر اینچنین ذکر شده بود:
گازهای آلاینده که عمده آن را CO تشکیل می‌داد، به همراه دود که از موتورخانه ساختمان متصاعد شده بود از طریق شکاف‌ها و درزهای موجود در دیوارها و درز درب‌های آپارتمان به داخل خانه نشت و نفوذ کرده و در طی مدّت چندین ساعت که قربانیان این حادثه در خواب بوده‌اند، ابتدا موجب بروز سستی و بیهوشی در آندو گردیده و نهایتاً با گذشت زمان و افزایش حجم گازهای عامل حادثه، موجب جان باختن قربانیان حادثه می‌گردد.

## نظر شورای رقابت
به گفته جمشید پژویان رئیس (اسبق) شورای رقابت: نحوه عرضه مخابرات اصلاً رقابتی نبوده که ما بخواهیم دربارهٔ رعایت شدن یا نشدن شرایط رقابت در آن اعلام نظر کنیم. وی گفت: آنچه که ما در شورای رقابت به رای گذاشتیم، این پرسش بود که «آیا در معامله مخابرات شرایط رقابتی برقرار بوده یا خیر؟» وی ادامه داد: شورا بعد از بررسی‌های خود به این نتیجه رسید که طرف عرضه (سازمان خصوصی‌سازی) به شکلی سهام را عرضه کرده که امکان ایجاد رقابت را عملاً از بین برده‌است. وی تصریح کرد: نتیجه نهایی بررسی‌های ما هم این بود که انحصار دولتی ارائه خدمات مخابرات از دولت به یک بخش غیردولتی منتقل شده‌است.

## رابطه با مهر اقتصاد ایرانیان
پس از خرید سهام مخابرات توسط کنسرسیوم، «شرکت سرمایه‌گذاری مهر اقتصاد ایرانیان» نتوانست با کنسرسیوم، در مورد واگذاری مستقیم ۱۲٫۵ درصد از سهام مخابرات به توافق برسد؛ ولی مهر اقتصاد ایرانیان، ۳۰۰ میلیارد تومان وام در اختیار کنسرسیوم قرار داد.